# مسرح لوكسمبورغ الكبير
مسرح لوكسمبورغ الكبير (Grand Théâtre de Luxembourg) افتُتِح في عام 1964 باسم مسرح بلدية مدينة لوكسمبورغ، وهو المسرح الرئيسي في المدينة للمسرحيات والأوبرا والباليه.  خضع لأعمال تجديد في 2002-2003 وأدخلت تحسينات كبيرة في التقنية الصوتية والإضاءة وغيرها.

## تاريخ
منذ عام 1869، كان المسرح الرئيسي لمدينة لوكسمبورغ هو مسرح كابوسين الواقع بالقرب من وسط المدينة القديمة. وفي ديسمبر 1958، وبعد أن تزايدت الحاجة إلى بناء مسرح مصمم بأسلوب حديث، أُطلقت مسابقة بهدف استكمال أعمال البناء في عام 1963. وكان الفائز بالتصميم هو المعماري الفرنسي آلان بوربونيه (1925-1988). وبدأ العمل في خريف عام 1959 وافتتح المسرح في 15 أبريل 1964.
وفي الفترة 2002-2003، تم تجهيز المبنى بمرافق حديثة وميزات تقنية تلبي المتطلبات الأوروبية فيما يتعلق بتكنولوجيا المسرح وإدارة المرافق بينما ظلت الهندسة المعمارية المميزة للمبنى الأصلي في الستينيات كما هي. 

## البناء الحالي

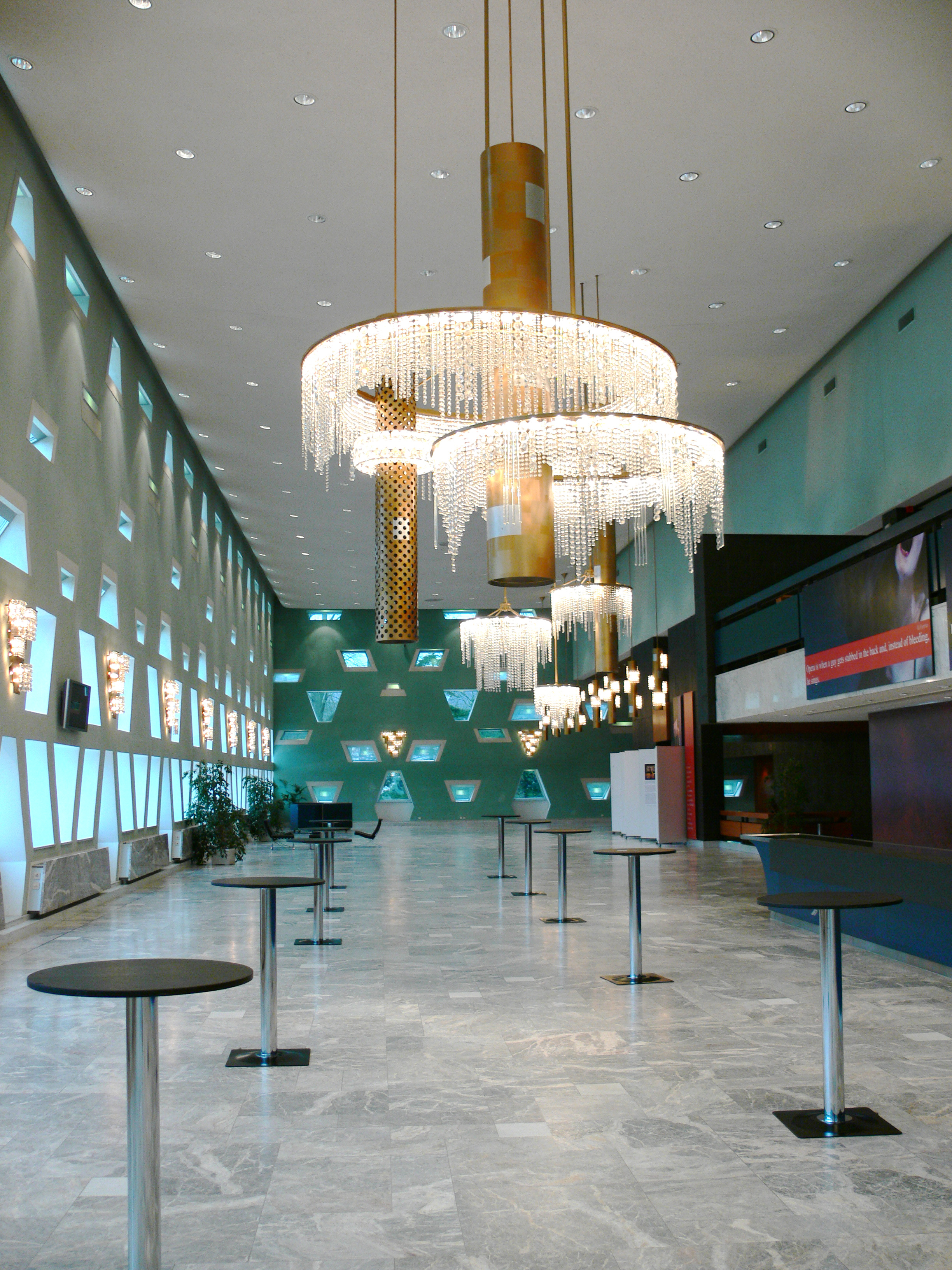
منطقة البهو العلوي

يتكون المسرح من قاعتين: المسرح الرئيسي به 943 مقعدًا والاستوديو الذي يتسع لـ 400 مقعدًا يمكن تقسيمهم. ويوجد أيضًا موقف سيارات تحت الأرض به 450 مكانًا لوقوف السيارات.  وتم تركيب مرافق مرحاض محسنة في الطابق السفلي من الردهة بينما تمت إضافة بار جديد وتجهيزات في الطابق العلوي. 

## التعاون والعروض
والمسرح قادر على استيعاب العروض المسرحية عالية الجودة في الأوبرا والمسرح والرقص، ويعد مسرح لوكسمبورغ الكبير أحد أكثر المسارح تطوراً في أوروبا. وفي السنوات الأخيرة تعاون المسرح مع العديد من المسارح والمؤسسات منها: الأوبرا الوطنية الإنجليزية ومركز باربيكان والمسرح الوطني لبريطانيا العظمى والمسرح الألماني في برلين. ون|فذت الكثير من عمليات العروض المشتركة مع لامونيه وبروسيلز ووستر غروب ونيويورك والمسرح الوطني للأوبرا الكوميدية في باريس. وأقيمت شراكات مع مسارح وشركات رقص منها مسرح هولاندا للرقص، وآن تيريزا دي كيرسميكر، وشركة مايكل كلارك. كان المسرح هو المسرح المضيف لمسابقة الأغنية الأوروبية في 1973 ومرة أخرى في 1984 . وفي عام 2007 أقيم عليه العرض الأول لأوبرا «حلم فاغنر» لـ جوناثان هارفي.

## الموقع
يقع مسرح لوكسمبورغ الكبير في الركن الشمالي الشرقي من منعطف شومان وبين غلاسيس، حيث يوجد الكثير من أماكن وقوف السيارات، والجسر الأحمر.

## روابط خارجية
- الموقع الرسمي
 باللغة الفرنسية